# Alloposidae
 Alloposidae zijn een familie van weekdieren uit de klasse van de Cephalopoda (inktvissen).

## Geslacht
- Haliphron Steenstrup, 1859

### Synoniemen
- Alloposina Grimpe, 1922 => Haliphron Steenstrup, 1859
- Alloposus Verrill, 1880 => Haliphron Steenstrup, 1859
- Heptapus Joubin, 1929 => Haliphron Steenstrup, 1859